# Birger Carlstedt
Pour les articles homonymes, voir Carlstedt.
John Birger Jarl Carlstedt (né le 12 juillet 1907 à Helsinki et mort le 3 octobre 1975 à Helsinki) est un peintre finno-suédois et un pionnier de l'art moderne en Finlande.

## Biographie
Il étudie à l'Académie des beaux-arts d'Helsinki et à l'École centrale des arts appliqués d'Helsinki.
Son style de peinture a subi divers changements, avec des influences de l'impressionnisme, de l'expressionnisme, du futurisme et de l'art abstrait . Tout en travaillant comme peintre après ses études, il avait également sa propre entreprise de design d'intérieur. Son design d'intérieur le plus notable était le café Le Chat Doré (fi) à Helsinki (1929), qui était de style parisien, avec des références à l'Art déco.

Serenata, Birger Carlstedt

Carlstedt s'est marié trois fois: la première avec Ingegärd Jacquette af Forselles en 1932; puis à Inga Hjördis Beatrice Roos en 1941 et enfin à la pianiste France Ellegaard en 1949.
En 2019-2020, une grande exposition rétrospective a eu lieu au Musée Amos Rex à Helsinki. Dans le cadre de l'exposition, le musée a reconstruit une partie de l'intérieur du café Le Chat Doré de 1929.